# 494

494(사백구십사)는 493보다 크고 495보다 작은 자연수다.

## 수학
- 합성수로, 그 약수는 1, 2, 13, 19, 26, 38, 247, 494다. 진약수의 합은 346이므로, 494는 부족수다.
- 60번째 쐐기수다. 앞의 쐐기수는 483, 다음 쐐기수는 498이다.
- 회문수다.
- {\displaystyle 77^{2}-1}은 494로 나누어떨어진다.

## 과학
- NGC 494(영어판): 물고기자리 방향에 있는 막대나선은하.

## 교통
- 일본 494번 국도: 에히메현 마쓰야마시에서 고치현 스사키시까지 이어지는 일본의 국도.
- 현도 제494호선

## 문화유산
- 대한민국의 보물 제494호: 정탁 문적 - 약포유고 및 고문서
- 대한민국의 사적 제494호: 정읍 고사부리성

## 방송
- 스카이라이프의 투니버스 채널 번호.

## 기타
- 연도: 494년, 기원전 494년